# Drapelul Insulelor Maldive
Drapelul Republicii Maldive este verde, cu margini roșii. În centrul se află o semilună albă așezată vertical; partea închisă a semilunei este spre partea de ridicare a steagului. Acesta a fost adoptat la 25 iulie 1965. 
Dreptunghiul roșu reprezintă îndrăzneala eroilor națiunii și disponibilitatea lor de a-și sacrifica fiecare picătură de sânge în apărarea țării lor. Dreptunghiul verde din centru simbolizează pacea și prosperitatea. Semiluna albă simbolizează credința islamică. 
Culorile sunt: 
- Roșu: PMS 186C, RGB (210, 16, 52)
- Verde: PMS 348C, RGB (0, 126, 58)
- Alb

## Istorie
Primul steag al insulelor Maldive a constat dintr-un câmp roșu simplu. Mai târziu, a fost adăugată o bandă cu dungi negru și alb spre partea de care se înalță numită Dhandimathi.
Această versiune a steagului a fost utilizată până la începutul secolului al XX-lea, când Abdul Majeed Didi a adăugat o semilună la drapelul național. În același timp, s-a realziat un steag de stat distinct, care avea semiluna pe un dreptunghi verde. Aceste schimbări au fost făcute între 1926 și 1932, în timpul mandatului lui Abdul Majeed ca prim ministru.
În 1953, Maldive a devenit o republică, rezultând o altă schimbare de steag. S-a renunțat la steagul național și semiluna de pe steagul de stat a fost inversată, astfel încât s-a acum se  află spre partea de care este înălțat. Sultanatul a fost restaurat în 1954, dar steagul nu a fost schimbat înapoi. În schimb, Muhammad Fareed Didi a creat un nou steag special pentru sultan, cu o stea cu cinci vârfuri lângă semilună. O versiune a acestui steag este încă folosită astăzi drept stindard prezidențial. 
Când insulele Maldive și-au câștigat independența față de Regatul Unit în 1965, banda alb-negru a fost înlăturată, dând drapelului forma sa modernă. 

## Galerie

1796—1903
1903—1926
1926—53
1953—54
1954—65
Steagul sultanului cu stea, folosit din 1954 până în 1965
Steagul sultanului din 1965 până în 1968 și steagul prezidentția din 1968.
Steag folosit de republica secesionistă Suvadive din atolurile de sud (1959 până în 1963).